# Русские Тимяши
Ру́сское Тимя́ши (чув. Вырӑс Тимешӗ) — деревня в Ибресинском районе Чувашской Республики. Входит в состав Чувашско-Тимяшского сельского поселения.

## География
Находится в центральной части Чувашии на расстоянии приблизительно 5 км на восток по прямой от районного центра посёлка Ибреси.

## История
Деревня известна с 1795 года, когда здесь было 5 дворов и 40 жителей. По местным преданиям основана была русскими, ссыльными крестьянами после восстания Пугачева. В 1853 году учтено 20 дворов и 161 житель, в 1879 37 дворов и 215 жителей, в 1926 108 дворов и 486 жителей, в 1939 429 человек, в 1979 202. В 2002 году отмечено 67 дворов и в 2010 59. В советское время работал колхоз «Буденный».

## Население
Население составляло 167 человек (чуваши 83 %) в 2002 году, 154 в 2010.